# USL Championship
USL Championship (USLC) to profesjonalna męska liga piłkarska w Stanach Zjednoczonych, która rozpoczęła swój inauguracyjny sezon w 2011 roku. USL jest usankcjonowane przez United States Soccer Federation (U.S. Soccer) jako Liga Zawodowa II Dywizji od 2017 roku, druga w hierarchii po Major League Soccer. USL ma siedzibę w Tampa na Florydzie.
Liga jest własnością i jest zarządzana przez United Soccer League (pierwotnie „United Soccer Leagues”) i powstała w wyniku połączenia ich USL First Division (USL-1) i Second Division (USL-2) po kontrowersyjnym sezonie 2010, który nie widział ani USL-1, ani North American Soccer League (NASL) otrzymały sankcje Dywizji II od USSF, co skutkowało tymczasową USSF Division 2 Pro League. United Soccer Leagues stwierdziło, że fuzja wzmocni pozycję ligi na amerykańskim rynku profesjonalnej piłki nożnej poprzez stabilność, wzrost gospodarczy i rozwój zawodowy piłki nożnej w czterech głównych regionach Stanów Zjednoczonych i Kanady.
Wcześniej znane jako United Soccer League (USL) i USL Pro, w styczniu 2013 r. United Soccer Leagues i MLS osiągnęły porozumienie w sprawie integracji rozgrywek ligi USL z MLS Reserve League, przede wszystkim w celu poprawy rozwoju zawodników w Ameryce Północnej, wzmocnienia rywalizacji ligowej i budowania więzi między ligami w amerykańskiej piramidzie piłkarskiej. Ta wieloletnia umowa zachęca do przynależności do zespołów MLS i USL oraz pożyczek dla graczy, mając na celu zapewnienie większej liczby gier dla zespołów i rozwijających się graczy. Od sezonu 2020 13 drużyn USL Championship jest powiązanych z zespołami MLS. Większość drużyn MLS ma swoich partnerów w USL Championship lub USL League One trzeciego poziomu, z wyjątkiem Columbus Crew, FC Cincinnati, Los Angeles FC, Minnesota United FC, Montreal Impact, Nashville SC i Vancouver Whitecaps FC, którzy obecnie nie mają formalnego powiązania z drużyną w którejkolwiek lidze.

## Historia

### Założenie (2010)
8 września 2010 r. United Soccer Leagues formalnie ogłosiło utworzenie USL Pro w komunikacie prasowym. Przed oficjalnym ogłoszeniem nowej ligi, 11 sierpnia 2010 r., Dayton Dutch Lions  ujawnił na konferencji prasowej, że dołączą do "USL-Pro Championship Division (dawniej USL-2)", ujawniając nazwę nowa liga przed jej oficjalnym ogłoszeniem. Po tym ujawnieniu, Dutch Lions byli pierwszą potwierdzoną drużyną w USL Pro na inauguracyjny sezon 2011. Wraz z ogłoszeniem nowej ligi, Richmond Kickers ujawnił, że przejdzie do USL Pro na 2011 rok. Wraz z odejściem Portland Timbers do MLS w 2011 roku i przejściem Puerto Rico Islanders do NASL z USL-1, Austin Aztex FC był jedynym pozostałym zespołem USL-1, który nie był jeszcze częścią USL Pro.
22 września 2010 r. ogłoszono tzw. „Caribbean Division” USL Pro, w którym do rywalizacji w lidze zapisały się drużyny z Puerto Rico oraz Antigua i Barbuda. Wraz z dołączeniem Puerto Rico United do ligi i „Caribbean Division”, przedstawiciele ligi wyrazili chęć kontynuacji ekspansji w regionie, organizując ostatecznie 8-drużynową „Caribbean Division”. Wraz z dołączeniem zespołu z Los Angeles, dywizja ta ostatecznie przekształciła się w dywizję międzynarodową. 22 września 2010 r. USL ogłosił, że Sevilla FC Puerto Rico i River Plate Puerto Rico dołączą do USL Pro w 2011 r. Wraz z Antigua Barracuda FC w ramach jednego z elementów dywizji karaibskiej. 28 września 2010 roku USL ogłosił, że jeden z ich sztandarowych klubów i aktualnych mistrzów USL-2 2010, Charleston Battery, dołączy do USL Pro w 2011 roku. 30 września 2010 r., Prawie dwa miesiące po ogłoszeniu przez zespół dołączenia do „USL Pro Championship Division”, USL oficjalnie ogłosił, że Dayton Dutch Lions dołączy do USL Pro. 4 i 7 października 2010 roku USL ujawnił, że dwa kluby USL-2, Charlotte Eagles i Harrisburg City Islanders (ten ostatni znany jako Penn FC), przejdą do USL Pro w 2011 roku. Pittsburgh Riverhounds SC został dodany jako 9. oficjalny zespół 22 października 2010. 25 października 2010 roku dołączył Rochester Rhinos, który wcześniej był zaangażowany w NASL, wraz z zespołem Orlando City SC (dawniej Austin Aztex FC z USL-1) po tym, jak nowy właściciel przejął i przeniósł zespół z Teksasu na Florydę. W dniu 9 listopada 2010 roku były zespół USL-2 Wilmington Hammerheads FC oficjalnie dołączył do ligi jako 12. zespół, a 17 listopada 2010 roku F.C. New York. Przewidywana liczba drużyn, które rozpoczną rozgrywki ligowe w 2011 roku, została ogłoszona jako 18–20, wraz z ogłoszeniem dołączenia do ligi Wilmington Hammerheads FC. Los Angeles Blues, stowarzyszone z odnoszącą sukcesy kobiecym klubem Pali Blues, zostało dodane 7 grudnia 2010 r. Z przesłaniem o przyszłym rozwoju „Konferencji Zachodniej” w 2012 r. "Caribbean Division" USL Pro rozrosło się do czterech drużyn 9 grudnia 2010 r., Po dodaniu Puerto Rico United do ligi, co oznacza ostatnią z 15 drużyn, które będą rywalizować w USL Pro w inauguracyjnym sezonie 2011. W dniu 14 września 2010 r. Prezes United Soccer Leagues Tim Holt wyraził pożądaną strukturę uruchomienia ligi z 14–18 zespołami w czterech określonych obszarach geograficznych w 2011 r., Rozszerzeniem do 22–26 drużyn do 2013 r. i 28–32 drużyn do 2015 r. Po pierwszym dorocznym walnym zgromadzeniu USL Pro, liga potwierdziła, że zadebiutuje z 16 drużynami grającymi w sezonie zasadniczym 24 mecze w 2011 roku, z planowanym wzrostem 20-24 drużyn, aby rozpocząć sezon 2012.
| Sezon | Liczba drużyn |
| ----- | ------------- |
| 2011  | 12            |
| 2012  | 11            |
| 2013  | 13            |
| 2014  | 14            |
| 2015  | 24            |
| 2016  | 29            |
| 2017  | 30            |
| 2018  | 33            |
| 2019  | 36            |
| 2020  | 35            |

### Lata 2011-2012
USL Pro zadebiutował w 2011 roku, zaczynając od 15 drużyn grających w regularnym sezonie 24 meczów. Drużyny z ligi amerykańskiej i krajowej rozegrały serię meczów u siebie i na wyjeździe ze wszystkimi przeciwnikami z dwóch dywizji (łącznie 18 meczów), 2 dodatkowe mecze rywalizacji regionalnej, a każda drużyna odbyła dodatkową podróż do Los Angeles lub na Karaiby, aby rozegrać dwa mecze podczas dwóch rozgrywek International Division. Zespoły International Division grały z każdą drużyną w swojej lidze cztery razy (dwa razy u siebie, dwa razy na wyjeździe, łącznie 16 meczów), podróżując, aby zmierzyć się z przeciwnikami z ligi amerykańskiej lub National Division w czterech meczach i goszcząc tych przeciwników przez cztery mecze. USL Pro zadebiutowała w 2011 roku, zaczynając od 15 drużyn grających w regularnym sezonie 24 meczów. Drużyny z ligi amerykańskiej i krajowej rozegrały serię meczów u siebie i na wyjeździe ze wszystkimi przeciwnikami z dwóch dywizji (łącznie 18 meczów), 2 dodatkowe mecze rywalizacji regionalnej, a każda drużyna odbyła dodatkową podróż do Los Angeles lub na Karaiby, aby rozegrać dwa mecze podczas dwóch meczów rozgrywek International Division. Zespoły International Division grały z każdą drużyną w swojej lidze cztery razy (dwa razy u siebie, dwa razy na wyjeździe, łącznie 16 meczów), podróżując, aby zmierzyć się z przeciwnikami z ligi amerykańskiej lub National Division w czterech meczach i goszcząc tych przeciwników przez cztery mecze.
W pierwotnym formacie play-off osiem drużyn rywalizowało w ćwierćfinale jednego meczu. Zarówno dywizja amerykańska, jak i krajowa widziały, jak trzy najlepsze zespoły awansowały do rozgrywek międzydyscyplinarnych, podczas gdy dwie najlepsze drużyny w dywizji międzynarodowej grały przeciwko sobie, by awansować do półfinału. Cztery pozostałe zespoły zostały ponownie rozstawione na jeden mecz półfinałowy, ponownie z gospodarzem z wyższym rozstawieniem, co doprowadziło do jednego meczu o Puchar USL. We wszystkich meczach play-off gospodarzem była drużyna o najwyższym rozstawieniu.
Na początku sezonu inauguracyjnego ligi (10 maja 2011 r.), liga ogłosiła, że usuwa trzy kluby z Portoryko z harmonogramu USL Pro. Kluby z Puerto Rico zostały wycofane z powodów ekonomicznych i własnościowych. Dwie pozostałe drużyny International Division - Antigua Barracuda FC i Los Angeles Blues - zostały ponownie wyrównane do dywizji amerykańskiej i krajowej. W związku z usunięciem dywizji międzynarodowej, zmieniony format play-off obejmował cztery najlepsze drużyny w każdej z dwóch lig. Zwycięzcy rozgrywek play-offów w dwóch ligach spotkali się w USL Pro Championship na własnym stadionie drużyny z lepszym bilansem.
Po sezonie 2011 USL Pro ogłosił wraz z wydaniem harmonogramu sezonu 2012, że F.C. Nowy Jork nie wróciłby do gry, a dawne dywizje narodowe i amerykańskie zostały rozwiązane, tworząc jedną jedynasto-drużynową ligę.

### Początki współpracy z MLS (2013–2014)
W sezonie 2013 dołączyły dwie ekipy: Phoenix FC i VSI Tampa Bay FC.
23 stycznia 2013 r. United Soccer Leagues i MLS ogłosiły wieloletnią umowę na integrację rozgrywek MLS z zespołami USL Pro, najpierw poprzez przynależność do drużyn i grę między ligami, ale ostatecznie w pełni scalając rezerwy MLS ze strukturą USL Pro. Deklarowane cele tego partnerstwa to poprawa rozwoju zawodników z Ameryki Północnej, wzmocnienie rywalizacji ligowej, zbudowanie długoterminowych więzi między ligami i poszerzenie widowni zarówno dla lig, jak i rozwijających się graczy.
Podczas gdy sezon 2013 obejmował zawody partnerskie między drużynami USL Pro i MLS Reserve, cztery kluby Major League Soccer zdecydowały się na zrzeszenie z istniejącą drużyną USL Pro, zgadzając się na wypożyczenie co najmniej czterech graczy MLS ich spółce stowarzyszonej: Sporting Kansas City z Orlando City SC, Philadelphia Union z Harrisburg City Islanders, D.C. United z Richmond Kickers i New England Revolution z Rochester Rhinos. Od każdego klubu MLS oczekuje się, że będzie zrzeszał się z drużyną USL Pro lub prowadził niezależną drużynę rezerwową w lidze. Houston Dynamo ogłosiło, że będzie współpracować z Pittsburgh Riverhounds SC w 2014 roku. Jednak partnerstwo pomiędzy Riverhounds i Dynamo zostało rozwiązane już po roku. Po zakończeniu sezonu 2013, VSI Tampa Bay odpadło już po jednym sezonie, wraz z założycielem ligi Antigua.
W grudniu 2012 roku Sacramento Republic FC ogłosił, że rozpocznie grę w 2014 roku jako zespół ekspansyjny, a w lipcu 2014 roku USL ogłosił, że Oklahoma City dołączy do USL w 2014 roku. Orlando City SC ogłosiło, że opuści USL po sezonie 2014, aby dołączyć do MLS jako nowy zespół na sezon 2015. The Los Angeles Blues zmienił nazwę na Orange County Blues FC 5 lutego 2014 roku. 13 marca 2014 zespół Arizona United FC zastąpił Phoenix FC.
Klub MLS Los Angeles Galaxy 29 stycznia 2014 ogłosił utworzenie rezerw Los Angeles Galaxy II, które miały dołączyć do USL Pro od sezonu 2014. Tym samym Galaxy stało się pierwszym klubem MLS posiadającym swój zespół rezerw w USL Pro.

### Rozszerzenie współpracy z MLS i pierwszy rebranding (2015-2016)
USL Pro prawie podwoił liczbę drużyn w lidze w 2015 roku, w dużej mierze dzięki franczyzom MLS podążającym drogą LA Galaxy II. Siedem klubów MLS ogłosiło zakup franczyzy USL Pro dla swojego zespołu rezerwowego. Cztery licencje na grę w ULS Pro wykupione przez kluby MLS trafiły do niezależnych zespołów: Colorado Springs Switchbacks, Saint Louis FC, Tulsa Roughnecks i Austin Aztex. Ponadto Orlando City SC sprzedało swoje prawa do franczyzy na rzecz Louisville City, które zostało klubem farmerskim w USL Pro tego pierwszego. United Soccer Leagues ogłosiło, że Charlotte Eagles spadnie do Premier Development League (PDL), znanej obecnie jako USL League Two, jednocześnie sprzedając swoje prawa licencyjne Charlotte Independence, który dołączył do gry od 2015 roku. W końcu 11 grudnia 2014 roku Dayton Dutch Lions spadł do ligi PDL od 2015 roku.
W 2014 r. i na początku 2015 r. różne kluby MLS w połączeniu z USL ogłosiły siedem nowych franczyz, które będą własnością lub będą kontrolowane przez zespół MLS i wszystkie rozpoczną grę w 2015 r. 10 września 2014 roku Real Salt Lake ujawnił, że nazwa ich wcześniej ogłoszonego zespołu afiliacyjnego USL Pro będzie Real Monarchs i potwierdził, że zespół rozpocznie grę w 2015 roku. Drużyna grała na stadionie Rio Tinto do czasu zbudowania stadionu Zions Bank na 5000 miejsc w Herriman w stanie Utah. Zarówno Portland Timbers, jak i Seattle Sounders FC utworzyły własne drużyny USL Pro, Portland Timbers 2 i Seattle Sounders FC 2 14 października 2014 r. Montreal Impact ogłosił, że we wrześniu 2014 roku wystawi drużynę USL Pro. 18 listopada 2014 roku FC Montreal oficjalnie dołączył do ligi. 20 listopada 2014 r. Toronto FC ogłosiło, że wystawi również zespół, nazwany później Toronto FC II, od sezon 2015. Vancouver Whitecaps FC 2 dołączył do USL Pro następnego dnia. Po omówieniu planów drużyny USL Pro w 2015 r., a następnie we wrześniu odłożeniu ich, New York Red Bulls ogłosili, że ich drużyna USL Pro, New York Red Bulls II, rozpocznie grę w 2015 r.
Przynależność MLS została ogłoszona dla pozostałych zespołów MLS, które nie miały przynależności w 2014 roku i nie zdecydowały się na zakup franczyzy USL Pro. 18 września 2014 roku Colorado Rapids ogłosił partnerstwo z Charlotte Independence. 16 stycznia 2015 r. New York City FC ogłosiło, że będzie współpracować z drużyną Wilmington Hammerheads FC, a Chicago Fire ogłosiło powiązanie z Saint Louis FC. 9 lutego 2015 roku FC Dallas ogłosiło, że doda Arizona United SC jako swojego partnera USL Pro. W rezultacie wszystkie 20 drużyn MLS w sezonie 2015 wystawiało własną drużynę w USL Pro lub było zrzeszone w niezależnym klubie USL Pro.
Liga ogłosiła również w 2015 roku, że liga zostanie podzielona na dwie konferencje. Drużyny rozegrałyby 28 meczów z 22 meczami przeciwko wszystkim drużynom w ich konferencji, a zespoły byłyby następnie przydzielane do czterech pododdziałów klubowych na pozostałe sześć meczów z myślą o rywalizacji geograficznej między klubami.

Logo USL używane od 2015 do 2018 roku

10 lutego 2015 roku United Soccer League ogłosiło zmianę marki ligi. Miałaby teraz nazywać się „United Soccer League” lub w skrócie „USL”. Wprowadzili nowe logo i branding oraz ogłosili zamiar ubiegania się o status II Dywizji w hierarchii Federacji Piłkarskiej Stanów Zjednoczonych.
W sezonie 2015 USL ogłosił kilka ekip ekspansyjnych na sezon 2016. 25. licencja została przyznana Lone Star, LLC, a zespół miał nosić nazwę Rio Grande Valley FC. Po raz pierwszy dla USL zespół ma „hybrydowe” powiązanie z Houston Dynamo, które jest odpowiedzialne za taktyczną część klubu, podczas gdy grupa właścicielska Lone Star jest odpowiedzialna za operacje i zarządzanie. FC Cincinnati został dodany jako 26. franczyza, a Bethlehem Steel FC, w okolicy Lehigh Valley i należący do Philadelphia Union, 27., Orlando City B (należące do Orlando City SC) jako 29., Swope Park Rangers (własność Sporting Kansas City) na 30. miejscu, a San Antonio FC na 31. miejscu.
Austin Aztex FC ogłosił, że 2 października 2015 r. przerwie sezon USL 2016. Powodzie niszczące House Park w połowie sezonu 2015 zmusiły drużynę do przeniesienia się do szkoły średniej. Zespół miał powrócić w 2017 roku do czasu budowy nowego stadionu piłkarskiego.

### Awans United Soccer League w hierarchii
Ekspansja była kontynuowana w sezonie 2017 z Reno 1868 FC, który został ogłoszony w sezonie 2015 jako 28. franczyza, rozpoczynając grę. 25 października 2016 roku do USL dołączyły dwie drużyny z North American Soccer League (NASL): Tampa Bay Rowdies i Ottawa Fury FC. To był pierwszy raz, kiedy klub przeniósł się z NASL do USL. Montreal Impact ogłosił również, że wycofa swoją drużynę USL, FC Montreal, na rzecz dołączenia do Ottawa Fury FC. 31 sierpnia 2016 roku Kyle Eng sprzedał swój większościowy udział w Arizona United SC grupie inwestycyjnej kierowanej przez Berke Bakay i został przemianowany na Phoenix Rising FC z planami budowy własnego stadionu.
W dniu 6 stycznia 2017 r. rada dyrektorów U.S. Soccer przegłosowała przyznanie USL tymczasowego statusu II ligi na sezon 2017, umieszczając ligę na tym samym poziomie co North American Soccer League. NASL została również obniżona z sankcji Dywizji II do statusu tymczasowego ze względu na spadek liczby członków poniżej minimum 12 zespołu. Po sezonie 2017 USL zyskał jeszcze dwie drużyny NASL: Indy Eleven i North Carolina FC. W sezonie 2018 tymczasowa licencja NASL nie zostały odnowione przez US Soccer, podczas gdy USL otrzymała pełną licencję w ramach Dywizji II z roku na rok. NASL próbował pozwać US Soccer za zmowę z Major League Soccer w celu ochrony tego, co uważano za monopolizację piłki nożnej na najwyższym poziomie w Stanach Zjednoczonych, ale sąd apelacyjny odmówił. Wysiłki USL były kontynuowane w sezonie 2018, dołączając Nashville SC, Las Vegas Lights FC, Fresno FC (stowarzyszone z Vancouver Whitecaps FC) i Atlanta United 2 (należące do Atlanta United FC). Liga straciła również Orlando City B i Rochester Rhinos, z których każdy ogłosił przerwę, podczas gdy Vancouver Whitecaps FC 2 odpadło po tym, jak jego macierzysta drużyna w Vancouver Whitecaps FC zdecydowała się nie prowadzić własnego zespołu programistów i związała się z nowym rozszerzeniem Fresno.
Cztery zespoły opuściły najwyższą klasę USL po sezonie 2018. Właścicielom FC Cincinnati przyznano franczyzę MLS, która rozpoczęła grę pod nazwą FC Cincinnati w 2019 roku. Penn FC, Richmond Kickers i Toronto FC II dobrowolnie przeszli do USL League One, nowej ligi trzeciego poziomu, którą United Soccer Leagues uruchomiony w 2019 roku. Kickers i Toronto FC II rozpoczęli grę w League One w 2019 roku; Penn FC zawiesił działalność zawodową na rok 2019 i wznowi grę w League One w 2020 roku. Ponadto ogłoszone przerwy zarówno dla Rhinos, jak i Orlando City B stały się stałymi wyjazdami. The Rhinos ogłosili, że przedłużą przerwę do 2019, zanim wznowią grę w League One w 2020, a Orlando City B wznowił grę w 2019 w League One.
Liga zatwierdziła również kilka innych lokalizacji ekspansji w Austin, Birmingham, Memphis, Chicago, Oakland East Bay, Hartford, Albuquerque, El Paso, Loudoun County, Wirginii i San Diego. Wszystkie te drużyny zaczęły grać w 2019 roku, z wyjątkiem San Diego, które rozpoczęło grę w sezonie 2020; East Bay, które obecnie mają zadebiutować do 2021 roku; i Chicago, które obecnie nie ma harmonogramu po odrzuceniu ich planów stadionowych.
Po zakończeniu sezonu 2019 trzy zespoły opuściły USL Championship. Nashville SC otrzymało licencję na grę w Major League Soccer, Fresno FC ogłosiło, że nie wróci do Fresno, a Ottawa Fury FC ogłosiło, że zawiesi działalność po nieotrzymaniu sankcji za pozostanie w USL przez CONCACAF i U.S. Soccer. Ogłoszono utworzenie zespołu dla nowojorskiej dzielnicy Queens o nazwie Queensboro FC. 11 grudnia Ottawa Fury FC ogłosiła sprzedaż swoich praw licencyjnych grupie właścicielskiej Miami FC, a Miami ma wziąć udział w sezonie 2020 USL Championship. To oznaczało wejście do ligi innego byłego zespołu NASL, a Miami spędzało wcześniej czas w NPSL i National Independent Soccer Association po upadku NASL.

## Uczestnicy

### Obecne kluby
| Klub                            | Miasto                         | Stadion                                        | Pojemność             | Przyłączenie          | Trener                | Partner MLS           |
| Konferencja Wschodnia           | Konferencja Wschodnia          | Konferencja Wschodnia                          | Konferencja Wschodnia | Konferencja Wschodnia | Konferencja Wschodnia | Konferencja Wschodnia |
| ------------------------------- | ------------------------------ | ---------------------------------------------- | --------------------- | --------------------- | --------------------- | --------------------- |
| Atlanta United 2                | Kennesaw, Georgia              | Fifth Third Bank Stadium                       | 8,318                 | 2018                  | Stephen Glass         | Atlanta United FC     |
| Birmingham Legion FC            | Birmingham, Alabama            | BBVA Field                                     | 5,000                 | 2019                  | Tom Soehn             |                       |
| Charleston Battery              | Mount Pleasant, South Carolina | Patriots Point Soccer Complex                  | 3,900                 | 2011                  | Mike Anhaeuser        |                       |
| Charlotte Independence          | Matthews, North Carolina       | Sportsplex at Matthews                         | 5,000                 | 2015                  | Mike Jeffries         |                       |
| Hartford Athletic               | Hartford, Connecticut          | Dillon Stadium                                 | 5,500                 | 2019                  | Radhi Jaïdi           |                       |
| Indy Eleven                     | Indianapolis, Indiana          | Lucas Oil Stadium                              | 62,421                | 2018                  | Martin Rennie         |                       |
| Loudoun United FC               | Leesburg, Virginia             | Segra Field                                    | 5,000                 | 2019                  | Ryan Martinez         | D.C. United           |
| Louisville City FC              | Louisville, Kentucky           | Lynn Family Stadium                            | 11,700                | 2015                  | John Hackworth        |                       |
| Memphis 901 FC                  | Memphis, Tennessee             | AutoZone Park                                  | 10,000                | 2019                  | Tim Mulqueen          |                       |
| Miami FC                        | Miami, Florida                 | Riccardo Silva Stadium                         | 20,000                | 2020                  | Nelson Vargas         |                       |
| New York Red Bulls II           | Montclair, New Jersey          | MSU Soccer Park at Pittser Field               | 5,000                 | 2015                  | John Wolyniec         | New York Red Bulls    |
| North Carolina FC               | Cary, North Carolina           | WakeMed Soccer Park                            | 10,000                | 2018                  | Dave Sarachan         |                       |
| Philadelphia Union II           | Chester, Pennsylvania          | Subaru Park                                    | 18,500                | 2016                  | Marlon LeBlanc        | Philadelphia Union    |
| Pittsburgh Riverhounds SC       | Pittsburgh, Pennsylvania       | Highmark Stadium                               | 5,000                 | 2011                  | Bob Lilley            |                       |
| Saint Louis FC                  | Fenton, Missouri               | West Community Stadium                         | 5,500                 | 2015                  | Steve Trittschuh      |                       |
| Sporting Kansas City II         | Kansas City, Kansas            | Children's Mercy Park                          | 18,467                | 2016                  | Paulo Nagamura        | Sporting Kansas City  |
| Tampa Bay Rowdies               | St. Petersburg, Florida        | Al Lang Stadium                                | 7,227                 | 2017                  | Neill Collins         |                       |
| Konferencja Zachodnia           |                                |                                                |                       |                       |                       |                       |
| Austin Bold FC                  | Austin, Texas                  | Bold Stadium                                   | 5,000                 | 2019                  | Marcelo Serrano       |                       |
| Colorado Springs Switchbacks FC | Colorado Springs, Colorado     | Weidner Field                                  | 5,000                 | 2015                  | Alan Koch             | Colorado Rapids       |
| El Paso Locomotive FC           | El Paso, Texas                 | Southwest University Park                      | 9,500                 | 2019                  | Mark Lowry            |                       |
| Los Angeles Galaxy II           | Carson, California             | Dignity Health Track Stadium                   | 5,000                 | 2014                  | Junior Gonzalez       | LA Galaxy             |
| Las Vegas Lights FC             | Las Vegas, Nevada              | Cashman Field                                  | 9,334                 | 2018                  | Frank Yallop          |                       |
| New Mexico United               | Albuquerque, New Mexico        | Rio Grande Credit Union Field at Isotopes Park | 13,500                | 2019                  | Troy Lesesne          |                       |
| Oklahoma City Energy FC         | Oklahoma City, Oklahoma        | Taft Stadium                                   | 7,500                 | 2014                  | John Pascarella       |                       |
| Orange County SC                | Irvine, California             | Championship Soccer Stadium                    | 5,000                 | 2011                  | Braeden Cloutier      |                       |
| Phoenix Rising FC               | Tempe, Arizona                 | Casino Arizona Field                           | 6,200                 | 2014                  | Rick Schantz          |                       |
| Portland Timbers 2              | Hillsboro, Oregon              | Hillsboro Stadium                              | 7,600                 | 2015                  | Cameron Knowles       | Portland Timbers      |
| Real Monarchs                   | Herriman, Utah                 | Zions Bank Stadium                             | 5,000                 | 2015                  | Jámison Olave         | Real Salt Lake        |
| Reno 1868 FC                    | Reno, Nevada                   | Greater Nevada Field                           | 9,013                 | 2017                  | Ian Russell           | San Jose Earthquakes  |
| Rio Grande Valley FC            | Edinburg, Texas                | H-E-B Park                                     | 9,400                 | 2016                  | Gerson Echeverry      | Houston Dynamo        |
| Sacramento Republic FC          | Sacramento, California         | Papa Murphy's Park                             | 11,569                | 2014                  | Mark Briggs           |                       |
| San Antonio FC                  | San Antonio, Texas             | Toyota Field                                   | 8,296                 | 2016                  | Alen Marcina          | New York City FC      |
| San Diego Loyal SC              | San Diego, California          | Torero Stadium                                 | 8,000                 | 2020                  | Landon Donovan        |                       |
| Tacoma Defiance                 | Tacoma, Washington             | Cheney Stadium                                 | 6,500                 | 2015                  | Chris Little          | Seattle Sounders FC   |
| FC Tulsa                        | Tulsa, Oklahoma                | ONEOK Field                                    | 7,833                 | 2015                  | Michael Nsien         |                       |

     Partner MLS
     Należący do klubu MLS

### Przyszłe kluby
| Klub              | Miasto                  | Stadion                     | Pojemność | Przyłączenie | Trener       | Partner MLS |
| ----------------- | ----------------------- | --------------------------- | --------- | ------------ | ------------ | ----------- |
| Queensboro FC     | Queens, New York        | New stadium at York College | 7,500     | 2022         | Josep Gombau |             |
| USLC Rhode Island | Pawtucket, Rhode Island | Riptide Stadium             | 7,500     | 2022         |              |             |
| USLC East Bay     | Concord, California     | East Bay Stadium            | 15,000    | TBD          |              |             |
| USLC Buffalo      | Buffalo, New York       | TBD                         | TBD       | TBD          |              |             |
| USLC Des Moines   | Des Moines, Iowa        | TBD                         | TBD       | TBD          |              |             |

### Dawne kluby
| Klub                      | Miasto                        | Stadion                           | Pojemność | Przyłączenie | Ostatni sezon | Partner MLS                   | Uwagi                                                                                         |
| ------------------------- | ----------------------------- | --------------------------------- | --------- | ------------ | ------------- | ----------------------------- | --------------------------------------------------------------------------------------------- |
| Antigua Barracuda FC      | St. John's, Antigua           | Stanford Cricket Ground           | 5,000     | 2011         | 2013          | brak                          | Rozwiązany                                                                                    |
| Austin Aztex FC           | Austin, Texas                 | House Park                        | 6,500     | 2015         | 2015          | Columbus Crew                 | Rozwiązany                                                                                    |
| Charlotte Eagles          | Charlotte, Północna Karolina  | Dickson Field                     | 5,006     | 2011         | 2014          | brak                          | Przeniesiony się do PDL                                                                       |
| FC Cincinnati             | Cincinnati, Ohio              | Nippert Stadium                   | 33,800    | 2015         | 2018          | brak                          | Przeniesiony się do MLS                                                                       |
| Dayton Dutch Lions        | West Carrollton, Ohio         | DOC Stadium                       | 3,000     | 2011         | 2014          | Columbus Crew                 | Przeniesiony się do PDL                                                                       |
| FC Montreal               | Montreal, Quebec              | Complexe sportif Claude-Robillard | 3,500     | 2015         | 2016          | Montreal Impact               | Rozwiązany przez macierzysty klub z MLS                                                       |
| F.C. New York             | Queens, Nowy Jork             | Belson Stadium                    | 2,168     | 2011         | 2011          | brak                          | Przeniesiony do NPSL, a następnie rozwiązany                                                  |
| Fresno FC                 | Fresno, Kalifornia            | Chukchansi Park                   | 12,500    | 2017         | 2019          | brak                          | Rozwiązany                                                                                    |
| Nashville SC              | Nashville, Tennessee          | First Tennessee Park              | 10,000    | 2016         | 2019          | brak                          | Przeniesiony się do MLS                                                                       |
| Orlando City B            | Orlando, Floryda              | Orlando City Stadium              | 3,500     | 2016         | 2017          | Orlando City SC               | Przeniesiony do USL League One                                                                |
| Orlando City SC           | Lake Buena Vista, Floryda     | ESPN Wide World of Sports Complex | 5,500     | 2011         | 2014          | Sporting Kansas City          | Przeniesiony do MLS; Prawa licencyjne do gry w USL zostały przeniesione do Louisville City FC |
| Ottawa Fury FC            | Ottawa, Ontario               | TD Place Stadium                  | 24,000    | 2017         | 2019          | Montreal Impact               | Rozwiązany                                                                                    |
| Penn FC                   | Harrisburg, Pansylwania       | FNB Field                         | 6,187     | 2011         | 2018          | brak                          | Planowane dołączenie do USL League One; rozwiązany.                                           |
| Phoenix FC                | Tempe, Arizona                | Sun Devil Soccer Stadium          | 3,400     | 2013         | 2013          | brak                          | Rozwiązany; zastąpiony przez Arizona United SC                                                |
| Puerto Rico United        | Aguada, Puerto Rico           | Aguada Stadium                    | 4,000     | 2011         | 2011          | brak                          | Przeniesiony do Liga Nacional (PR)                                                            |
| River Plate Puerto Rico   | Fajardo, Puerto Rico          | Roberto Clemente Stadium          | 12,500    | 2011         | 2011          | brak                          | Przeniesiony do PRSL                                                                          |
| Richmond Kickers          | Richmond, Wirginia            | City Stadium                      | 22,000    | 2011         | 2018          | D.C. United                   | Przeniesiony do USL League One                                                                |
| Rochester Rhinos          | Rochester, Nowy Jork          | Marina Auto Stadium               | 13,768    | 2011         | 2017          | New England Revolution        | Dołączy USL League One do 2021                                                                |
| Sevilla Puerto Rico       | Juncos, Puerto Rico           | Josué Elevadito González Stadium  | 2,500     | 2011         | 2011          | brak                          | Przeniesiony do Liga Nacional (PR)                                                            |
| Toronto FC II             | Toronto, Ontario              | Lamport Stadium                   | 9,600     | 2014         | 2018          | Toronto FC                    | Przeniesiony do USL League One                                                                |
| Vancouver Whitecaps FC 2  | Vancouver, Kolumbia Brytyjska | Thunderbird Stadium               | 3,500     | 2015         | 2017          | Vancouver Whitecaps FC        | Rozwiązany przez macierzysty klub z MLS                                                       |
| VSI Tampa Bay FC          | Plant City, Floryda           | Plant City Stadium                | 6,700     | 2013         | 2013          | brak                          | Rozwiązany                                                                                    |
| Wilmington Hammerheads FC | Wilmington, Północna Karolina | Legion Stadium                    | 6,000     | 2011         | 2016          | Toronto FC & New York City FC | Przeniesiony do PDL, a następnie rozwiązany                                                   |

### Oś czasu klubów
‡ Kluby z Portoryko Puerto Rico United, River Plate Puerto Rico i Sevilla Puerto Rico zaczęły grać w lidze, ale w maju 2011 roku United Soccer League ogłosiło, że drużyny nie zakończą sezonu z powodu trudności finansowych.

## Format ligi
Format USL Pro zmienił się na sezon 2015, aby uwzględnić ekspansję, która miała miejsce poza sezonem 2014–2015, a także wynikającą z tego potrzebę podziału drużyn na konferencje.
Wszystkie drużyny rozegrały 28 meczów w sezonie regularnym od marca do września. Obejmowało to 22 mecze systemem każdy z każdym, w którym każda drużyna zmierzyła się ze wszystkimi rywalami z konferencji w domu i na wyjeździe. Pozostałe sześć spotkań rozegrano przeciwko regionalnym rywalom, co doprowadziło do kilku międzykonferencyjnych spotkań w sezonie regularnym. Sześć najlepszych drużyn z każdej konferencji przeszło do październikowych play-offów, które były kontynuowane jako seria pojedynczych rund pucharowych. Po trzech rundach rozgrywek międzykonferencyjnych dwaj mistrzowie konferencji spotkali się w meczu o mistrzostwo, którego gospodarzem będzie drużyna z lepszym bilansem sezonu regularnego. W sezonie 2016 sezon zwiększono liczbę meczów w sezonie zasadniczym do 30, w sezonie 2017 zwiększono zaś do 32 meczów, a od 2018 jest ich 34.
Począwszy od sezonu 2019, drużyny rozgrywają mecze sezonu regularnego tylko w ramach swojej konferencji. Każdy zespół będzie grał u siebie i u siebie w ramach swojej konferencji, w wyniku czego zaplanowano 34 mecze. 10 najlepszych drużyn z każdej konferencji zakwalifikuje się do play-offów, które będą nadal odbywać się z oddzielnymi drabinkami dla każdej konferencji i będą w całości prowadzone jako pojedyncze mecze pucharowe. W pierwszej rundzie play-off, mierzy się 7 z 10 i 8 z 9 drużyną danej konferencji. Zwycięzcy par pierwszej rundy dołączają do najlepszej 6 swojej konferencji i wyłaniają w systemie pucharowym mistrza konferencji, gospodarzami meczów są drużyny wyżej w tabeli sezonu zasadniczego. Następnie mistrzowie konferencji grają mecz o mistrzostwo całej ligi. Finał USLC jest jedynym meczem, w którym wezmą udział drużyny z różnych konferencji, gospodarzem tego meczu jest mistrz konferencji z lepszym bilansem w sezonie zasadniczym.

## Transmisje w TV i internecie
USL współpracuje z ESPN od sezonu 2016. Pierwsza iteracja umowy przyniosła 20 meczów do ESPN3, a mecz o mistrzostwo do jednej z jej liniowych sieci, podczas gdy wszystkie pozostałe mecze były transmitowane bezpośrednio przez ligę na jej kanale YouTube.
Począwszy od premiery ESPN + 12 kwietnia 2018 r., Wszystkie mecze USL zostały przeniesione do usługi over-the-top, z 18 meczami tygodnia i mistrzostwami kontynuowanymi na jednym z kanałów liniowych ESPN. Finał 2019 był również emitowany w ESPN Deportes. Umowa z ESPN wygasła po sezonie 2019, ale została następnie przedłużona na trzy dodatkowe sezony. Chociaż transmisje meczów ESPN + nie są blokowane na rynku, poszczególne kluby mogą również dystrybuować transmisję wyprodukowaną przez USL do lokalnych stacji telewizyjnych.

## Mistrzowie
Drużyny, które nie biorą już udziału w mistrzostwach USL są zaznaczone kursywą.
| Drużyna               | Mistrzostwo USLC | Lata triumfów | Zwycięstwo w sezonie zasadniczym | Lata triumfów    | Sezony w USLC |
| --------------------- | ---------------- | ------------- | -------------------------------- | ---------------- | ------------- |
| Orlando City SC       | 2                | 2011, 2013    | 3                                | 2011, 2012, 2014 | 4             |
| Louisville City FC    | 2                | 2017, 2018    |                                  |                  | 5             |
| Rochester Rhinos      | 1                | 2015          | 1                                | 2015             | 7             |
| New York Red Bulls II | 1                | 2016          | 1                                | 2016             | 5             |
| Real Monarchs         | 1                | 2019          | 1                                | 2017             | 5             |
| Charleston Battery    | 1                | 2012          |                                  |                  | 9             |
| Sacramento Republic   | 1                | 2014          |                                  |                  | 6             |
| Richmond Kickers      |                  |               | 1                                | 2013             | 8             |
| FC Cincinnati         |                  |               | 1                                | 2018             | 3             |
| Phoenix Rising FC     |                  |               | 1                                | 2019             | 6             |

### Finałowe mecze
| Sezon | Mistrz                | Wynik | Finalista                 | Stadion                  | Liczba widzów | MVP                    |
| ----- | --------------------- | ----- | ------------------------- | ------------------------ | ------------- | ---------------------- |
| 2011  | Orlando City SC       | 2–2   | Harrisburg City Islanders | Citrus Bowl              | 11,220        | Sean Kelley (ORL)      |
| 2012  | Charleston Battery    | 1–0   | Wilmington Hammerheads    | Blackbaud Stadium        | 4,963         | Jose Cuevas (CHB)      |
| 2013  | Orlando City SC       | 7–4   | Charlotte Eagles          | Citrus Bowl              | 20,886        | Dom Dwyer (ORL)        |
| 2014  | Sacramento Republic   | 2–0   | Harrisburg City Islanders | Bonney Field             | 8,000         | Rodrigo López (SAC)    |
| 2015  | Rochester Rhinos      | 2–1   | Los Angeles Galaxy II     | Sahlen's Stadium         | 5,247         | Asani Samuels (ROC)    |
| 2016  | New York Red Bulls II | 5–1   | Swope Park Rangers        | Red Bull Arena           | 5,547         | Brandon Allen (NYRB)   |
| 2017  | Louisville City FC    | 1–0   | Swope Park Rangers        | Louisville Slugger Field | 14,456        | Paolo DelPiccolo (LOU) |
| 2018  | Louisville City FC    | 1–0   | Phoenix Rising FC         | Lynn Stadium             | 7,025         | Luke Spencer (LOU)     |
| 2019  | Real Monarchs         | 3–1   | Louisville City FC        | Lynn Stadium             | 7,025         | Konrad Plewa (SLC)     |